# Чамлин (Минесота)
Чамлин (енгл. Champlin) град је у америчкој савезној држави Минесота.

## Демографија
По попису из 2010. године број становника је 23.089, што је 896 (4,0%) становника више него 2000. године.
| Група             | 2000.          | 2010.          |
| Белци             | 20.948 (94,4%) | 20.239 (87,7%) |
| Афроамериканци    | 314 (1,4%)     | 1.109 (4,8%)   |
| Азијати           | 367 (1,7%)     | 714 (3,1%)     |
| Хиспаноамериканци | 250 (1,1%)     | 472 (2,0%)     |
| Укупно            | 22.193         | 23.089         |